# Günther Freiherr von Maltzahn
Günther Freiherr von Maltzahn (20 octobre 1910 - 24 juin 1953), est un aviateur allemand qui combattit durant la Seconde Guerre mondiale. À la fois leader et pilote de chasse émérite, il est surtout connu pour être resté longuement à la tête de la Jagdgeschwader 53 « Pik As ».

## Biographie
Membre d'une fratrie de douze enfants et fils d'un ancien officier de l'armée, Günther von Maltzahn s'engage dans la cavalerie en 1930. Il passe ensuite dans la Luftwaffe en 1935 affecté à la chasse, et monte les échelons pour devenir Staffelkapitän de la 6./JG 53. Jeune marié, il demeure de fait exempt pour servir en Espagne alors que plusieurs membres de l'unité sont dépêchés à la Légion Condor.
Moins de deux semaines avant le début des hostilités, il passe Kommandeur du II./JG 53. Le 30 septembre 1939 en pleine drôle de guerre, l'officier descend son premier adversaire lors de sa 16e mission, puis un second chasseur français le 31 mars 1940,. Moins actif lors de la Bataille de France proprement dite, le groupe de Maltzahn remonta en puissance lors de la campagne d'Angleterre, lui-même ajoutant une dizaine de victoires à son palmarès, et devenant par la même occasion Kommodore de la JG 53 et récipiendaire de la Croix de chevalier pour la bonne conduite de son unité.
Après trois autres succès sur le Chanel en 1941, le Major Maltzahn dispatcha les trois groupes de son escadre sur le front Est lors de l'opération Barbarossa, le Stab évoluant au nord de l'Ukraine flanqué du I. Gruppe et du IV./JG 51. L'as fit ainsi monter son palmarès en flèche, affichant fin juillet 49 victoires au compteur, et les feuilles de chêne en prime, avant de quitter la zone début août. Malgré des succès conséquents, l'escadre est épuisée après des semaines de combats non-stop, et ses derniers éléments quitteront le front Est début octobre au plus tard. Après un court passage aux Pays-Bas, la JG 53 est bientôt sélectionnée pour combattre en Méditerranée.
Le 19 décembre 1941 sous un ciel orageux, Maltzahn descend son 50e adversaire au-dessus de Malte, une île que les Allemands tentent de faire plier afin d'assurer le ravitaillement en Afrique du Nord. Basé en Sicile, le Kommodore doit batailler avec un hiver 41-42 capricieux et se voit contraint de diviser son unité afin de renforcer le front africain et celui de Stalingrad, malgré la supériorité de son escadre sur la RAF. Jusqu'en juin 1942, il descend personnellement une quinzaine d'appareils britanniques, entrecoupé d'une éjection suivi d'un bain forcé en mer le 11 mai, avant d'être récupéré et accueilli chaleureusement à son retour. Outre le commandement de son unité et les opérations maltaises, l'officier doit également superviser la protection des convois aériens et maritimes, ce qui le clouera à un rôle administratif une bonne partie de l'année 1942.
Lorsque les Alliés débarquèrent en Tunisie, Maltzahn prit encore sous sa coupe le II./JG 51 et la 11./JG 2 . Le 18 décembre, il descendit également le tout premier B-17 de son escadre. La perte imminente du front africain incita l'officier à anticiper et réaliser le retour quasi complet de ses hommes en Sicile, pilotes comme mécaniciens, contrecarrant ainsi aux ordres d'Hitler qui exigeaient un ultime rempart défensif de la part du personnel non naviguant.
Après la capture par les Alliés des îles du canal de Sicile à l'été 1943, la JG 53 de Maltzahn et la JG 77 de Johannes Steinhoff se retrouvent à défendre le territoire sicilien même, mais peinent alors à contrer les vagues de bombardiers adverses. Une fois refoulée dans la botte italienne, Maltzahn - à l'instar d'autres officiers - se voit réprimandé par le Reichsmarschall Goering pour son manque de combativité. Le Generalmajor Adolf Galland - commandant des opérations dans la région - en rajoute une couche en critiquant son leadership. Cependant, l'Oberstleutnant n'est pas homme à se laisser marcher sur les pieds. Conspuant le premier, il répondit au second :

« Alors tu prends le relais, je vais à mon appareil ! »

— Maltzahn, d'après le témoignage de Walter Seiz, chef de la 3./JG 53, Prien 1998, 42-44
Affaibli par la malaria et sans doute miné par la perte de plusieurs membres de son unité et amis (Hans Roehrig, Fritz Dinger, et surtout Franz Schiess qui fut longtemps son ailier), il rendit finalement la JG 53 le 4 octobre 1943 après un record de trois ans moins cinq jours aux commandes. Ironiquement, et alors qu'il était dans le collimateur de Goering, Maltzahn fut nommé Jafü Italien avec le grade d'Oberst, puis terminera la guerre à différents postes d'État-major.
L'as aura remporté 68 victoires en 497 missions. Après la guerre, il étudie l'agronomie puis se lance dans l'horticulture et la vente de légumes sur les marchés, puis dans l'exploitation vinicole. Rappelé dans la Bundesluftwaffe pour le recrutement du personnel, il décède cependant le 24 juin 1953 d'un cancer qui le minait depuis des mois. Véritable figure de proue de la « Pik As » et hautement estimé, Günther von Maltzahn laissa un souvenir impérissable auprès des hommes passés sous ses ordres :

« ...le genre d'homme que l'on aurait suivi jusqu'en enfer s'il l'avait demandé. Il ne portait pas seulement un titre de noblesse. La noblesse était en lui. »

— Felix Sauer, Roba, 2012